# Personaggi di Indiana Jones
Personaggi della serie cinematografica di Indiana Jones, diretta dai registi Steven Spielberg e James Mangold basata sui personaggi creati da George Lucas. Altri personaggi compaiono nella serie televisiva ad essa ispirata Le avventure del giovane Indiana Jones.

## Introdotti inI predatori dell'arca perduta

### Indiana Jones
Henry Jones Junior, conosciuto come Indiana Jones (Harrison Ford), è un professore di archeologia che in varie occasioni parte alla ricerca di reperti straordinari e rari. Insegna al Marshall College (una scuola immaginaria che prende il nome dal produttore Frank Marshall), dove è professore universitario part-time. Ha studiato con l'egittologo ed archeologo Abner Ravenwood presso l'Università di Chicago. Celebre il suo abbigliamento (cappello fedora, giacca in pelle, frusta e borsa a tracolla), Indiana Jones riesce a cavarsela in ogni situazione, spesso con ironia. In lui convivono una personalità colta da perfetto uomo di mondo e una da avventuriero spregiudicato e coraggioso. Ha paura dei serpenti ed è stato trascurato dal padre, ossessionato dalla ricerca del Graal, anche se i loro rapporti migliorano durante il terzo film. Nel quarto film si scopre che ha un figlio di nome Mutt Williams, simile a lui da giovane, nato dalla sua relazione con Marion Ravenwood che, alla fine della storia, diventa sua moglie.

### Marion Ravenwood
Marion Ravenwood (Karen Allen) è la coprotagonista del film. Donna forte di spirito e dotata di un buon senso di strada, è l'interesse amoroso duro, testardo ma premuroso di Indiana Jones e madre di Mutt Williams. Ha avuto una relazione con Jones nel 1926, finita bruscamente quando il padre di lei (e mentore di Indiana) aveva scoperto la loro storia. Dieci anni dopo, una risentita Marion affianca Jones nella ricerca dell'Arca dopo che il suo bar in Nepal è stato bruciato durante un combattimento con Toht e i suoi scagnozzi. Dopo aver recuperato l'arca, riaccendono la loro relazione.
Ricompare nel quarto film, dove si scopre che Indy l'aveva abbandonata poco prima del matrimonio perché era preoccupato che non avrebbe funzionato. Indiana quindi non sapeva che Marion aveva sposato il suo vecchio amico Colin Williams, deceduto durante la seconda guerra mondiale, e che Marion aveva dato alla luce suo figlio, Henry Jones III, alias Mutt Williams, che porta il cognome del patrigno. Dopo che i due si sono riuniti, Marion rivela questa verità, e Indiana ammette che nessuna delle donne con cui era dopo che Marion se n'era andata era paragonabile a lei. Una volta tornati in America, i due si sposano.
Nel quinto film Marion ritorna in un cameo. Nel corso del film viene rivelato che Indy e Marion sono in procinto di divorziare dopo che Mutt è stato ucciso nella guerra del Vietnam. Dopo che Indy viene riportato indietro dal viaggio nel tempo nell'antica Grecia dalla sua figlioccia Helena, si riconcilia con Marion e la coppia in lutto si abbraccia.

### René Belloq
René Émile Belloq (Paul Freeman) è un archeologo francese e il principale antagonista del film I predatori dell'arca perduta.
Belloq è l'arcinemico di Jones, e i due si conoscono molto bene, compresi i reciproci punti di forza e di debolezza, come dimostrato dal loro primo scambio di battute nel film, in cui Jones dice "Peccato che gli Hovitos non la conoscano come la conosco io." al che Belloq risponde "Si, peccato. Lei potrebbe avvisarli, se sapesse parlare la loro lingua.". Inoltre, ad un certo punto del film, Belloq dice a Jones che sono molto simili e che lui è il "riflesso oscuro" di Jones.
Segue spesso i movimenti del protagonista per potergli sottrarre i reperti che trova. All'inizio del film è proprio lui ad impossessarsi del prezioso idolo d'oro, raggirando gli indigeni Hovitos e costringendo Jones alla fuga. Dopodiché aiuta i nazisti a trovare l'Arca dell'Alleanza, poiché vuole usare questa reliquia per parlare con Dio.
Il romanzo del film rivela che Belloq è nato in una famiglia di produttori di vini. E' stato amico di Jones per un certo periodo prima di diventare suo nemico alla scuola di specializzazione, quando ha copiato il suo saggio sulla stratigrafia, defraudando Jones del premio in palio. In seguito ha lavorato al museo del Louvre ma, sospettato di finanziare una spedizione di furti di tombe, venne licenziato e divenne un archeologo mercenario. Belloq è molto astuto, intelligente, manipolatore e sofisticato, come evidenziato da Sallah che i nazisti "Non hanno un solo cervello che valga tra di loro... eccetto uno. È molto astuto. È un archeologo francese...". Ha un debole per le donne belle e intelligenti come Marion Ravenwood, dichiarando più volte di volerla tenere per sé come parte della sua ricompensa. Inoltre Belloq, a differenza di molti nemici di Indiana Jones, usa l'intelligenza e la persuasione per raggiungere i suoi obiettivi.
Alla fine del film muore orribilmente: quando l'arca viene aperta, gli spiriti contenuti avvolgono Belloq tra le fiamme e fanno esplodere la sua testa, mentre Indiana e Marion vengono risparmiati e consegnano l'arca al governo.
Belloq appare solo nel film I predatori dell'arca perduta, ma doveva comparire anche nel telefilm Le avventure del giovane Indiana Jones: a causa dello scarso successo della serie televisiva, tuttavia, gli episodi non vennero mai realizzati e la serie venne interrotta.

### Arnold Ernst Toth
Lo Sturmbannführer Arnold Ernst Toth (Ronald Lacey) è l'antagonista secondario del film.
È l'agente dello Sicherheitsdienst (SD) che tenta di rubare il medaglione a Marion, ustionandosi una mano, poiché è stato avvolto dalle fiamme prima che lui lo afferrasse. L'iscrizione sfregiata sulla sua mano viene utilizzata da Belloq per individuare la posizione dell'Arca, ma poiché alla sua mano manca l'iscrizione sull'altro lato del medaglione, scavano nella zona sbagliata (l'iscrizione mancante dice quanto il bastone andrebbe successivamente accorciato, in omaggio a Dio, per aiutare a trovare la zona giusta). Di solito tranquillo, è un agente militare sadico e spietato, abile a torturare negli interrogatori, con imprevedibili momenti di umorismo nero. Sebbene nel profondo non crede nel soprannaturale, Toht muore atrocemente alla fine del film, quando la sua faccia si scioglie dopo essere stato esposto ai poteri soprannaturali dell'Arca.
Nella bozza della sceneggiatura dell'agosto 1979, Toht si chiamava Belzig e aveva una lampadina al posto dell'occhio destro. Spielberg voleva che fosse un cyborg, con un braccio di metallo che potesse diventare un lanciafiamme o una mitragliatrice. Lucas rifiutò tutti questi elementi ritenendoli troppo inverosimili. Nella sceneggiatura originale, Toht muore quando l'auto di Gobler cade in un dirupo durante la sequenza dell'inseguimento con Indiana Jones a cavallo per rubare il camion che trasporta l'Arca.

### Herman Dietrich
Il Colonnello Herman Dietrich (Wolf Kahler) è il terzo antagonista del film dopo René Belloq e Arnold Toht.
È un ufficiale di alto rango della Wehrmacht e colonnello nazista che è a capo del progetto di scavo di Tanis per recuperare l'Arca, scelto da Hitler per la sua spietata efficienza. Arrogante, pragmatico e cinico, schernisce Belloq quando questi mostra interesse verso Marion, ordinando a Toth di gettarla nel "Pozzo delle Anime" e si riferisce anche al Capitano Katanga come un "selvaggio" quando ha accennato di vendere Marion come schiava. Quando l'Arca viene aperta, viene ucciso da un calore soprannaturale che rimpicciolisce e scioglie la sua testa. Essendo un nazista, aveva (giustamente) espresso dei dubbi su "quel rituale ebraico".
Nella prima sceneggiatura del film, il cognome di Dietrich era Schliemann, e doveva sopravvivere all'apertura dell'Arca; dopo questo, lui e altri nazisti sopravvissuti inseguivano Marion e Indy in una miniera. Tuttavia, la sceneggiatura è stata scartata e l'inseguimento in miniera è stato riciclato per Indiana Jones e il tempio maledetto.

### Sallah
Sallah Mohammed Faisel el-Kahir (John Rhys-Davies) è un robusto scavatore egiziano e un caro amico di Indiana Jones.
Nel primo film, vive al Cairo ed è ritratto come gioviale, di buon carattere e occasionalmente codardo (quando vede numerosi serpenti nel Pozzo delle anime, la stanza che ospita l'Arca dell'Alleanza, suggerisce a Indiana: "Vai prima tu."). È anche molto forte, sebbene non ne è consapevole. Ha una possente voce baritonale e canta brani di Gilbert e Sullivan quando è di buon umore. È un devoto padre di famiglia con una moglie di nome Fayah e nove figli, i quali sembrano tutti avere una predilezione per Indiana (ad un certo punto tutti lo circondano per salvarlo da un gruppo di collaboratori egiziani e agenti dell'SD che hanno le armi spianate su di lui). Inoltre salva la vita a Jones, impedendogli di mangiare un dattero avvelenato.
Compare anche in L'ultima crociata, dove aiuta Indiana, suo padre e Marcus Brody a raggiungere il tempio di Alessandretta, dove è custodito il Sacro Graal.
In Indiana Jones e il quadrante del destino, ora Sallah lavora a New York come tassista, dopo che Indy ha aiutato la sua famiglia a emigrare in America dopo la seconda guerra mondiale, aiutando Indy nel 1969 quando viene incastrato per omicidio dalla CIA.

### Magg. Gobler
Il maggiore Gobler (Anthony Higgins) è un maggiore tedesco del contingente militare addetto al progetto Tanis. Funge da aiutante del colonnello Dietrich. Muore quando il camion guidato da Indiana sperona la sua auto, facendola cadere in un dirupo.

### Marcus Brody
Marcus Brody (Denholm Elliott) è un accademico e curatore del museo nell'università dove Indiana insegna. Conosce Indy da quando era bambino, è amico del padre, e funge da figura paterna surrogata. Nel primo film, Brody stringe un patto con gli agenti del governo, secondo il quale l'Arca dell'Alleanza è destinata al suo museo ma, nell'epilogo del film, questa viene invece immagazzinata in un deposito governativo top secret.
Riappare in L'ultima crociata (1989), aiutando Indiana nella ricerca di suo padre e venendo catturato dai nazisti. E' stato presentato nel primo film come un archeologo esperto e competente. Nel terzo film della serie, il suo personaggio assume una sfumatura di goffaggine, e Indy lo menziona dicendo che è stato capace di perdersi nel suo stesso museo. Afferma di essere vegetariano. Nel 1940, Marcus Brody si ritirò dalla carica di curatore del Museo Nazionale e accettò la posizione di Preside al Marshall College. Dopo la morte di Brody, Indy fece pressioni per la statua in bronzo di Brody presente in Indiana Jones e il regno del teschio di cristallo nei terreni del Marshall College. La statua di Brody elenca i suoi anni di servizio come Preside dal 1939 al 1944. Si scopre nel quarto film che Marcus muore a cavallo tra il 1955 e il 1957 (non vengono menzionati ulteriori dettagli) Marcus Brody è nato in Inghilterra nel 1878 ed è morto nel 1956.
Spielberg ha scelto Denholm Elliott per il ruolo perché era un fan dell'attore. Il suo ritorno ne L'ultima crociata è stato motivato dal desiderio del regista di richiamare il film a I predatori. Brody è apparso anche in Indiana Jones e il destino di Atlantide, la serie Marvel Comics Indiana Jones, in un libro e nella serie di romanzi Bantam.

### Satipo
Satipo (Alfred Molina) è una guida locale che aiuta Indiana Jones a recuperare l'idolo all'inizio del primo film. Si rivela un doppiogiochista, tradendo lo stesso professore per avidità ma, tentando di fuggire con la preziosa reliquia muore trafitto orribilmente da una trappola all'interno della grotta (di cui si era dimenticato).

### Simon Katanga
Simon Katanga (George Harris) è un amico di Sallah e il capitano del "Bantu Wind", un piroscafo e cargo dove Indy e Marion trasportano l'Arca dell'Alleanza. Quando la sua nave viene abbordata dai nazisti, cerca di nascondere i due protagonisti, sostenendo ai nazisti di aver ucciso Indy e di voler vendere Marion come schiava. Il colonnello Dietrich gli crede e lo definisce un "selvaggio".

### Abner Ravenwood
Abner Ravenwood è il padre di Marion, nonché professore di Indy. È un personaggio che non appare mai nei cinque episodi, nonostante sia citato più volte nel primo film. È stato lui a dare alla figlia il medaglione dell'Asta di Ra.

## Introdotti inIndiana Jones e il tempio maledetto

### Willie Scott
Wilhelmina "Willie" Scott (Kate Capshaw) è una cantante americana che lavora al club Obi-Wan (un riferimento al personaggio di Guerre stellari Obi-Wan Kenobi)  nella Shanghai del 1935, dove Indiana Jones incontra i gangsters ai quali riporta l'urna con i resti di Nurhaci. Costretta suo malgrado a fuggire con Jones, nel corso del film intreccia con lui una relazione. Ha una passione per i diamanti e la paura degli insetti, e ha un'impressionante capacità di strillare quando è spaventata. A differenza di Marion, Willie appare più come una damigella in pericolo (nel corso del film sono molte le scene in cui urla per il terrore o per il ribrezzo). Abituata al lusso, si trova a disagio in qualunque situazione, e ciò le conferisce un aspetto tragicomico.
Secondo il romanzo del film, Willie è nata nel Missouri da una famiglia benestante e, dopo aver vinto un concorso di bellezza, si è trasferita a Shanghai quando non è riuscita a entrare a Hollywood durante la Grande depressione. Ritorna negli Stati Uniti dopo la sua avventura in India.
Willie prende il nome dal cane di Spielberg. Spielberg voleva che Willie fosse in completo contrasto con Marion Ravenwood, quindi Capshaw si tinse i capelli castani di biondo per la parte. Il regista e l'attrice, conosciutisi sul set del film, si sposarono nel 1991.

### Lao Che
Lao Che (Roy Chiao) è l'antagonista iniziale del film, un gangster che promette un diamante ad Indiana, in cambio dell'urna coi resti di Nurhaci. Una volta in possesso dell'oggetto, però, Lao Che avvelena Indy per farsi riconsegnare il diamante, in cambio dell'antidoto. Dopo una sparatoria nel club Obi-Wan, Indiana riesce a prendere l'antidoto e a fuggire.

### Chen
È uno degli uomini di Lao Che.
Responsabile dell' uccisione di Wu Han, muore infilzato da uno spiedino lanciatogli da Jones, che vendica così il suo amico.

### Wu Han
Wu Han (David Yip) è un vecchio amico di Indiana, incontrato per la prima volta in Indiana Jones e la tomba dell'imperatore, ambientato poco prima de Il tempio maledetto. Organizza regolarmente il trasporto di Jones.
Wu Han compare all'inizio del film, travestito da cameriere. Quando Indy viene avvelenato tiene sotto tiro Lao Che e i suoi figli durante l'incontro dal club Obi-Wan, ma viene colpito e ucciso dal figlio di Lao, Chen.

### Short Round
Short Round, detto anche Shorty (Ke Huy Quan), è un tassista di 12 anni di Shanghai. Co-protagonista del film, nutre un'ammirazione viscerale nei confronti di Indiana Jones.
Rimase orfano quando i giapponesi bombardarono Shanghai. Vivendo per strada come borseggiatore, tentò di derubare Indy ma poi divennero amici. Nonostante abbia frequentato una scuola cristiana, rispetta la mitologia cinese e crede che il cucciolo di elefante che lo trasporta in India sia una reincarnazione di suo fratello Chu. Immigra negli Stati Uniti con Jones seguendo la sua avventura. Nel film, Short Round parla spesso il dialetto cinese cantonese (nonostante sia nato a Shanghai, dove si parla la lingua wu), così come l'inglese.
A inizio film, aiuta Indiana a fuggire da Lao Che. Estremamente leale e protettivo nei confronti del suo amico Indiana Jones, risveglia sia lui che il Maharajah di Pankot dal controllo psichico di Mola Ram attraverso il "Sonno Maledetto di Kālī", ustionandoli con qualche torcia di fortuna. È ancora lui a guidare la ribellione dei bambini schiavi nella miniera. Pur essendo calmo sotto pressione, raramente accetta la responsabilità di azioni che mettono nei guai lui e i suoi amici. È abile in una forma di karate, che gli permette di stendere rapidamente alcune guardie Thug. Dopo questo episodio non si hanno più notizie di lui. 
Ke Huy Quan è stato scelto dopo che suo fratello ha fatto il provino per il ruolo. A Spielberg piaceva la sua personalità, e lui e Ford hanno improvvisato la scena in cui Short Round accusa Indiana di barare durante una partita a poker. Quan aveva anche un istruttore di arti marziali che lo aiutava sul set.

### Sciamano
Lo Sciamano (D.R.Nanayakkara) è il capo del villaggio in cui è avvenuto il furto della pietra Sivalingam, una delle Cinque Pietre perdute di Shankara. Il suo aspetto incute timore inizialmente, ma il suo fare è affabile. Chiede ad Indiana Jones di recuperare la pietra, credendolo mandato da Shiva, al quale aveva rivolto le sue preghiere.

### Capitano Phillip Blumburtt
Phillip Blumburtt (Philip Stone), Capitano dell'Esercito Britannico, Residente a Pankot per conto dell'Impero. Tipicamente flemmatico.

### Chattar Lal
Chattar Lal (Roshan Seth) è il Primo Ministro del Palazzo Reale di Pankot, nonché braccio destro del Maharaja. Ha avuto un'educazione inglese e, apparentemente, è una persona colta e pacata, oltre che molto informata sulle vicissitudini di Indiana Jones. Si scopre in seguito la sua appartenenza al culto segreto dei Thugs.

### Maharaja Zalim Singh
Il Maharaja Zalim Singh (Raj Singh) è il nuovo sovrano del Palazzo Reale di Pankot.
È un ragazzino, probabilmente uno o due anni più grande di Short Round. Nonostante consideri quello dei Thugs un culto malvagio e giuri che non sarebbero mai tornati, viene rivelato che Singh è un membro riluttante, essendo stato costretto a bere il sangue di Kālī. Durante la lotta di Indy contro il capo delle guardie Thug, Singh ostacola e tortura Indy usando una bambola vudù che ritrae le fattezze dell'archeologo. Viene fermato da Shorty, che lo brucia con una torcia, liberandolo dal sonno maledetto di Kālī, esattamente nello stesso modo in cui aveva risvegliato Indy in precedenza. Dopodiché aiuta Shorty raccontandogli la via d'uscita dal sottosuolo (il tunnel di sinistra) anche se le sue indicazioni non saranno seguite, per poi condurre personalmente i soldati inglesi in soccorso di Jones e dei suoi compagni per combattere i Thugs dopo la morte di Mola Ram.

### Mola Ram
Mola Ram (Amrish Puri) è il sommo sacerdote indiano del rinnovato culto dei Thugs nel 1935 e il principale antagonista del film.
Crudele, sadico, assetato di potere e genocida, è un adoratore di Kālī, a cui sacrifica persone. Ha fatto del tempio sotto al palazzo di Pankot il suo covo e vuole usare le Cinque Pietre di Sankara per fondare il regno di Kālī, permettendo così ai Thugs di tornare allo scoperto e dominare il mondo. A tal fine, schiavizza tutti i ragazzini di un villaggio che aveva una delle Pietre (la sua presa porta il suo totale a tre). Essi scavano per cercare le due Pietre mancanti e gemme per finanziare la sua causa nelle catacombe sotto il palazzo.
Mola Ram ha una caratteristica striscia rossa dipinta sulla testa, ed è abbigliato con vesti rosso sangue, un copricapo formato dal teschio di un montone e diversi denti di animale come collana. Pratica la magia nera, avendo il potere di strappare il cuore dalla vittima senza che questa muoia immediatamente, così da poterla sacrificare a Kālī calandola in una fossa di lava. Inoltre, fa il lavaggio del cervello alle persone con il "Sangue della Dea Kālī", una pozione magica che li rende suoi devoti seguaci (a meno che non siano esposti a un dolore estremo, come un'ustione). Costringe Indy a bere il sangue di Kālī e lo convince a sacrificare Willie Scott come atto di suprema crudeltà, ma Shorty libera Indy dal sonno maledetto di Kālī, Willie viene salvata e Mola Ram fugge attraverso una botola nascosta sotto l'altare del tempio.
Alla fine del film, Indiana affronta Mola Ram su una gola vicina, invocando il potere di Shiva per usare le Pietre contro il sacerdote, che si ustiona una mano e cade nel fiume, dove viene divorato dai coccodrilli.
Mola Ram prende il nome da un pittore, poeta, storico e diplomatico indiano del XVIII secolo. George Lucas voleva che Mola Ram fosse terrificante, e gli sceneggiatori Willard Huyck e Gloria Katz aggiunsero al personaggio elementi di sacrifici umani aztechi e hawaiani e l'adorazione del diavolo. In una delle prime sceneggiature del film, le Pietre di Sankara in fiamme liberavano Mola Ram dal sonno maledetto di Kālī durante la colluttazione con Indy, suggerendo che potrebbe non aver avuto il controllo delle sue azioni. Era previsto anche che Mola Ram, dopo essere caduto dal ponte, venisse ucciso atterrando sull'argine sottostante, seguito dai coccodrilli che ne facevano a pezzi il cadavere. Tuttavia, questo script è stato scartato.

### Capo delle guardie
Il Capo delle guardie (Pat Roach) è l'antagonista secondario.
Imponente, taciturno, spietato e brutale, aiuta Mola Ram a far bere a Jones il Sangue di Kālī e non si fa problemi a frustare un ragazzino indifeso. Durante la liberazione dei bambini nella miniera, ingaggia uno scontro all'ultimo sangue con Jones, morendo schiacciato da un rullo.

## Introdotti inIndiana Jones e l'ultima crociata

### Henry Jones, Senior
Henry Jones, Sr. (Sean Connery) è il coprotagonista del film. Padre di Indiana Jones, lo ha sempre trascurato a causa della sua ossessione per la ricerca del Santo Graal. Rapito dai nazisti nel 1938, viene salvato proprio dal figlio, che si introduce nel castello di Brunwald, dove è tenuto prigioniero. Professore di letteratura medievale ("quello che ci si augura di non avere mai"), è descritto da Indiana come il classico "topo di biblioteca". Ha speso tutta la vita nel tentativo di recuperare la coppa contenente il sangue di Gesù Cristo, ed è venuto in possesso dei tre enigmi che aiutano Indiana Jones a superare le prove che lo attendono prima di arrivare nella stanza del Graal. I suoi duetti ironici col figlio sono una colonna portante del film. Chiama Indiana "Junior", nome che il figlio non sopporta. Sono i suoi studi a portare Indiana a Venezia, dove viene scoperta la tomba che fornisce gli indizi verso il luogo dove è celato il Graal. Ha una paura viscerale per i
ratti. Nel quarto film è presente in foto sulla scrivania di Indiana e si scopre che è morto due anni addietro.

### Walter Donovan
Walter Donovan (Julian Glover) è un ricco industriale, uomo d'affari e collezionista di antichità americano, nonché il principale antagonista nel film.
Desidera il Santo Graal per raggiungere la vita eterna, lavorando segretamente con i nazisti e mandando sia Indiana che suo padre alla ricerca del calice di Cristo, inizialmente sorvegliati da Elsa Schneider, a loro insaputa dei suoi legami con la Germania nazista.
Sotto i suoi modi distinti, Donovan è un uomo spietato, arrogante e avido. Henry Jones Sr. lo considerava disposto a vendere sua madre per un'anfora etrusca, e quando due soldati vengono decapitati da una trappola per raggiungere il Graal, Donovan ordinò semplicemente un altro volontario e poi spara fatalmente a Jones Sr. per costringere il figlio a superare le trappole mortali per arrivare al Graal e salvargli così la vita. È anche un po' ipocrita, poiché dice a Indiana di non fidarsi di nessuno ma poi si affidò alla sua collega Elsa Schneider per scegliere e consegnarli il Graal giusto, che alla fine gli costa la vita.
Dopo che Indy ha superato le trappole, Donovan ed Elsa lo seguono in una stanza piena di coppe, una delle quali è il Graal. Donovan sottolinea che non è uno storico, quindi non può sapere come sia il vero Graal. Elsa sceglie di proposito un falso Graal (una coppa d'oro ingioiellata) per Donovan, che si innamora del suo inganno, sottolineando che è "certamente la coppa del Re dei Re". Quando beve dal falso Graal, invecchia così rapidamente che il suo corpo diventa uno scheletro e si riduce in polvere in pochi secondi.
A Glover è piaciuto interpretare la parte a causa della natura ambigua del personaggio: "Cosa faresti se avessi la possibilità di avere la vita eterna? Questa è una bella domanda. Dove tracceresti il limite? La gente dice che [Donovan] era un nazista, non era un nazista, si unì al partito nazista per indagare sulla sua proprietà, e quasi ci riuscì. Solo perché era avido. Questo è un consiglio per te [spettatore]: scegli sempre la tazza di peltro. Si applica a tutto. Un'allegoria per la vita."
Isla Blair, la moglie di Glover, ha fatto un cameo nel ruolo della signora Donovan nella scena in cui lui e Indiana discutono del Santo Graal. Questa parte è stata ideata da uno dei produttori.

### Elsa Schneider
La dottoressa Elsa Schneider (Alison Doody) è una professoressa austriaca che desidera il Graal proprio come Donovan e, come lui, non esita a ingannare Indiana Jones. Nel film nasce una relazione tra Elsa e Indiana (anche Henry Jones Sr. era stato sedotto in precedenza dalla professoressa), che si interrompe quando Elsa si rivela una nazista.
Bionda, colta, intelligente e manipolatrice, è la donna più complessa e combattuta della serie. Afferma di non credere nel nazismo e, anzi, si rattrista per la distruzione della conoscenza perpetrata col rogo dei libri. È capace di provare simpatia, dolore o compassione: reagisce con orrore quando Donovan spara a Henry Jones Sr. e gli consiglia volutamente un falso Graal, condannando a morte. Alla fine, la sua brama di possesso del Graal, per quanto si tratti di un interesse puramente professionale, la perde. Resta uccisa proprio nel tentativo di recuperarlo, scivolando in una voragine apertasi nel pavimento, nonostante il tentativo di Indiana di salvarla.

### Kazim
Kazim (Kevork Malikyan) è il capo della Confraternita della Spada Cruciforme, un'antica organizzazione che ha lo scopo di proteggere il Santo Graal da qualsiasi tentativo di recupero, soprattutto da parte di persone senza scrupoli. Ingaggia con Elsa e Indiana una spettacolare battaglia nei canali di Venezia. Alla fine dello scontro, quando Indiana gli dice di non essere interessato al Graal ma a ritrovare il padre, gli rivela il luogo in cui i nazisti lo hanno imprigionato, augurandogli buona fortuna. Più tardi viene ucciso nel deserto, insieme agli altri membri della Confraternita, nel tentativo di fermare la marcia di Donovan verso il tempio del Graal.

### Colonnello Vogel
Il Colonnello (Standartenführer) Ernst Vogel (Michael Byrne) delle SS collabora con Donovan e la Schneider nella ricerca del Graal.
Durante la fuga dei Jones da Berlino, viene scaraventato fuori dal dirigibile, in procinto di partire, da Indiana travestito da steward.
Alla guida della spedizione nazista nella Repubblica di Hatay, cattura Henry, lo tiene in ostaggio insieme a Marcus Brody e uccide Kazim e gli altri membri della Confraternita della Spada Cruciforme. Alla fine, dopo uno scontro con Indiana, salito a bordo del suo carro armato per salvare il padre e Marcus, muore precipitando in un dirupo insieme al mezzo corazzato.

### Cavaliere custode del Graal
Il Cavaliere custode del Graal (Robert Eddison) è l'ultimo di tre fratelli cavalieri (uno dei quali è sepolto nelle catacombe di Venezia) che, al tempo della Prima Crociata hanno cercato il Santo Graal. Ha deciso di rimanere a proteggerlo e a ricevere le persone abbastanza degne da usarlo. Nato presumibilmente nel 1066, ha passato i sette secoli successivi nella stanza del Graal, custodendolo. Il cavaliere spiega a Jones che il "limite e il prezzo dell'immortalità" è quello di non potersi allontanare dal tempio in cui il calice è custodito. All'arrivo di Indiana, tenta di ingaggiare un duello con Indy, ma rinuncia subito perché troppo debole (gli anni non gli consentono più neppure di sollevare la spada) e perché riconosce in Indiana Jones colui che stava aspettando. Nell'ultima scena, in piedi sulla soglia del tempio che sta crollando, saluta i Jones che si allontanano.

### Herman Mueller
Herman Mueller (J.J.Hardy) è il boy-scout amico di indy nel prologo del 1912, che conduce lo sceriffo a casa del giovane Indiana.

### Garth "Fedora"
Garth, alias Fedora (Richard Young), è un cacciatore di tesori e archeologo, che appare nel prologo del 1912.
È il carismatico capo di una propria banda di predoni, che rinviene la Croce d'oro di Coronado in una grotta dello Utah per venderla a Panama, un collezionista di reliquie. La croce viene rubata dall'adolescente Jones, che scappa prima a cavallo e poi su un treno, dove Garth e i suoi uomini lo inseguono. Garth salva la vita di Jones quando questo cade in un vagone che contiene un leone, ma quando cerca di recuperare la croce Jones gli sfugge e corre a casa, mentre Garth sorride con ammirazione. Con l'aiuto dello sceriffo recupera la croce e, avendo apprezzato il coraggio e l'intraprendenza del giovane, lo consola regalandogli il suo cappello, lo stesso che Jones indossa nelle sue avventure.
In una prima bozza del film, Fedora avrebbe dovuto essere il professor Abner Ravenwood, ma la bozza fu rifiutata.

### Panama
Panama (Tim Hiser e Paul Maxwell) è un cattivo secondario che appare nel prologo del film.
Ha assunto dei ladri di tombe per dissotterrare la Croce di Coronado, che viene rubata dall'adolescente Jones. Indiana torna a casa e, mentre cerca di avvisare il padre, lo sceriffo arriva con gli uomini di Panama e Indiana è costretto a restituire la croce. Si vede Panama riprendere la croce e consegnare un mazzo di soldi alla banda.
Nel 1938 Jones ruba di nuovo la Croce a Panama, questa volta su una nave. Mentre Indiana salta fuoribordo, un grosso barile di carburante, cadendo su una cassa di TNT fa esplodere la nave, uccidendo Panama e il suo equipaggio.

## Introdotti inLe avventure del giovane Indiana Jones

### Rémy Baudouin
Rémy Baudouin (Ronny Coutteure) è un cuoco belga. Incontrò il diciassettenne Indiana in Messico, come sostenitore di Pancho Villa. Si unì a Pancho spronato dall'assassinio della moglie Lupe da parte dei Federales.

### Anna Jones
Anna Jones (Ruth de Sosa) è la madre di Indiana Jones. Indiana ha un forte rapporto con la madre, che chiama "La più bella, dolce e intelligente donna che sia mai esistita". Anna, natia della Virginia, ha avuto una breve relazione con il compositore italiano Giacomo Puccini. È morta a causa di scarlattina, anche se Indiana ha accennato diverse volte all'influenza come causa.
Nelle sceneggiature i dettagli riguardanti Anna non erano molti e l'attrice che la interpretava aggiunse, d'accordo con il produttore della serie George Lucas, diversi particolari e retroscena.

### Helen Seymour
Miss Helen Seymour (Margaret Tyzack) è la tutrice di Indiana e del padre, avendogli insegnato quando questi frequentava l'Università di Oxford. Helen scriverà diverse lettere all'allievo, tenendosi in contatto con lui fino alla sua morte, durante la prima guerra mondiale, prima che Indiana potesse tornare a Oxford per starle accanto. Nell'ultima lettera che ricevette Indiana, Helen lo sprona a finire gli studi e a riconciliarsi con il padre.

### Great Cloud
Great Cloud (Saginaw Grant) è un amico e compagno di Indiana Jones. Lo aiuterà in varie avventure giovani dell'eroe. Gli svariati dialoghi che intercorrono tra Great Cloud ed Indiana fanno capire il loro forte legame d'amicizia e la loro intesa. (Great Cloud chiama Indiana alternando i soprannomi "Dr. Jones" e "Indy"). Costantemente preoccupato e ansiogeno, Great Cloud ha la funzione che avranno Sallah e Shorty nelle successive avventure dell'archeologo.

## Introdotti inIndiana Jones e il regno del teschio di cristallo

### Mac
George "Mac" McHale (Ray Winstone) è un antieroe, ex colonnello britannico e compagno di Jones, ma si è alleato con i russi a causa dei suoi problemi finanziari.
Al fianco di Indy per circa trenta missioni al servizio dell'OSS, Mac e Indiana hanno combattuto insieme in guerra, dove Mac ha fatto il doppio gioco fingendo di lavorare per i nazisti ma essendo in realtà dalla parte di Indy. Decide in questo capitolo di vendersi ai russi che cercano il prezioso Teschio di cristallo di Akator. Mac, una sorta di incrocio tra Donovan, Sallah e Belloq, è la sintesi della confusione tipica della Guerra Fredda, in cui il confine tra alleato e nemico era sempre molto labile. Mac si definisce un "capitalista" e spesso prende la decisione in base a ciò che ottiene in cambio; per questo i sovietici comprarono la sua fedeltà dopo che la sua passione per il gioco d'azzardo lo aveva portato a un debito sostanziale. Mac è anche estremamente avido, entusiasta di accompagnare Indy ad Akator, ed esprime una chiara frustrazione quando Akator non si rivela essere quello che si aspettava, definendo l'impresa una "perdita del [suo] tempo". Personalità traditrice a parte, sembra che Mac considera Indy come un amico fino alla fine.
All'inizio del film Indiana e Mac, catturati dai sovietici, vengono portati nel deposito militare per trovare dei resti mummificati. Quando Indy approfitta di un momento di distrazione per rubare due fucili e minacciare i sovietici, Mac punta la sua arma contro Indy e gli rivela di lavorare per i Russi. Infuriato per il tradimento, Indiana riesce a scappare, ed a metà film durante l'interrogatorio di Indy usando il teschio di cristallo, Mac si giustifica dicendo che i sovietici pagavano bene per poi dirgli "Come a Berlino" (facendogli l'occhiolino di nascosto). Durante una colluttazione con Indiana, Mac gli dice di essere membro della CIA, spiegandogli che non faceva altro che il doppio gioco contro i Sovietici come ha fatto in guerra con i nazisti e sembra ritornare ad aiutare Indy.
Più avanti però lascerà delle tracce affinché i russi raggiungano Akator, mandando Indiana su tutte le furie (gli imputerà di fare il "triplo gioco", ma Mac risponderà di aver solo mentito sul doppio gioco). A causa della sua eccessiva brama di ricchezze viene risucchiato dal portale dimensionale mentre è intento a recuperare preziosi oggetti d'oro, ed esorta Indiana a lasciarlo andare, nonostante Jones tenti di aiutarlo con la sua frusta.

### Irina Spalko
La Dr.ssa Colonnello Irina Spalko (Cate Blanchett) è un'agente del KGB e l'antagonista principale del film.
Nata in Ucraina, (Russia, Kazan nella descrizione originale del personaggio) divenne presto la scienziata preferita di Stalin, la sua "cocca", come viene definita nel corso del film. Ossessionati dal Teschio di Akator, i leader sovietici intendono usare gli enormi poteri che l'oggetto racchiude in sé per ottenere il controllo sulla mente umana, e trasformare quindi gli storici rivali statunitensi in loro stessi, facendoli combattere al comando dell'Unione Sovietica, così mandano per questa missione la Spalko.
Donna dai capelli neri a caschetto, bella, intelligente, fredda, devota ai suoi obiettivi, orgogliosa e molto abile nelle arti marziali e con il fioretto (con cui ingaggerà anche una spettacolare battaglia con Mutt), Spalko è una leader temibile e autoritaria, disposta a imporsi con la forza se necessario e nutre un sincero fascino per il potere del teschio e la conoscenza. Tuttavia, non è sadica o crudele, ma è ciecamente devota al suo paese e alla causa comunista.
Segue alcuni segnalatori lampeggianti (lasciati di proposito da Mac) e raggiunge anche lei Akator, dove restituisce il teschio di cristallo di Oxley allo scheletro appartenente e chiede esplicitamente di avere in dono dagli esseri extra-dimensionali il loro immenso sapere. Muore ''consumata'' da questa straordinaria mole di conoscenza, venendo infine avvolta dalle fiamme e dissolvendosi a causa della forza ultraterrena.
Nel soggetto originale del film, Irina doveva essere un'antagonista molto più complessa e con un rapporto ambiguo verso Indy, dove entrambi si sfidavano sul piano ideologico, filosofico e morale.

### Dean Charles Stanforth
Dean Charles "Charlie" Stanforth (Jim Broadbent) è il rettore della Marshall University, nonché vecchio amico di Indiana Jones. Il suo personaggio sostituisce quello di Marcus Brody (l'attore che lo interpretava, Denholm Elliott è infatti defunto nel 1992). Stanforth tenta di proteggere Indiana dagli agenti federali, ed è costretto a dare le sue dimissioni, alla fine del film verrà completamente riabilitato. Parteciperà al matrimonio dell’amico Indiana Jones con Marion.

### Mutt Williams
Henry Jones III, meglio noto come Mutt Williams (Shia LaBeouf), è il figlio di Indiana Jones, co-protagonista del film e nato dalla sua relazione con Marion Ravenwood. Marion, fino a metà film, è l'unica a conoscere la vera identità di Mutt: quest'ultimo crede infatti di essere figlio di un pilota inglese morto in guerra, mentre Indiana ignora totalmente la sua paternità. Giacchetto in pelle, motociclista, tenta spesso di darsi un'aria da duro, anche se spesso viene rimproverato da Indy di usare a sproposito questo atteggiamento. Ha un carattere "impulsivo" secondo Marion, che non gli perdona d'aver lasciato gli studi (Indiana avallerà questa decisione fin quando non scoprirà d'essere suo padre: la prima cosa che chiederà, infatti, sarà che il ragazzo torni a scuola). Ribelle, energico e impetuoso, Mutt ricorda a Jones in molti atteggiamenti se stesso quando era molto più giovane, e la sua intraprendenza cela in malo modo il suo "dna Jones". È inoltre molto abile con il coltello a scatto e la spada (ingaggiando un movimentato duello con Irina Spalko). Mutt volerà in Perù con Indy alla ricerca della madre e di Harold Oxley.
Inizialmente, il personaggio di Mutt era stato pensato come ad un "tranquillo bonaccione"; successivamente nacque il personaggio vero e proprio che appare nel film, una sorta di "uomo-bambino", che si dimostra forte esteriormente solo attraverso un coltello ed una moto (come afferma lo stesso Shia LaBeouf nei contenuti speciali del DVD ufficiale). Frank Marshall disse che Mutt rappresenta un giovane arrogante che mostra come Indiana sia diventato più anziano e più saggio.
Shia LaBeouf fu la prima ed unica scelta di Spielberg per il ruolo. Eccitato all'idea di prendere parte ad un film di Indiana Jones, LaBeouf firmò il contratto senza leggere la sceneggiatura e non sapendo cosa il suo personaggio avrebbe fatto. LaBeouf guardò Il seme della violenza  e Il selvaggio per entrare nella mente del personaggio, seguendo i modi di fare e dire dei personaggi dei film, ed imparando ad usare un coltellino come se fosse un'arma. Autentiche giacche anni '50 vennero usate per creare il costume di LaBeouf, mentre la Harley-Davidson ha fornito la moto.
George Lucas si è detto interessato a produrre uno spin-off su Mutt e le sue avventure, con Indiana in un ruolo di supporto.
Nel quinto film della saga, Indiana Jones e il quadrante del destino, viene svelato il destino di Mutt. Si scopre così che il ragazzo, il quale non compare mai nella pellicola ma viene solo citato, ha perso la vita in combattimento durante la guerra del Vietnam e che la sua morte è stata la causa della separazione tra Indiana Jones e la moglie Marion Ravenwood.

### Antonin Dovchenko
Il Colonnello Antonin Dovchenko (Igor' Žižikin) è un ufficiale siberiano che aiuta l'ucraina Irina Spalko nella ricerca del Teschio, e il suo personaggio è un tributo al celebre Pat Roach, presente in tutti gli altri film (si ricorderà per la notevole stazza e per le numerose colluttazioni con Indiana Jones). È un uomo enorme e magro, con la testa rasata e la faccia dura e fredda, non molto intelligente e di poche parole, più concentrato nel portare a termine le missioni, e un abile combattente corpo a corpo. Dovchenko non apprezza le antiche reliquie, prova un'immediata antipatia per Jones e ha un disgusto per gli insetti. Rapisce Jones e il compagno Mac (che è in realtà è una spia dei russi), uccide le guardie dell'Hangar 51 e, quando il protagonista sta per fuggire, ha una colluttazione, ma il russo viene steso. In tutto il resto del film viene visto sempre al fianco della Spalko. Quando Marion, Mutt e Indiana sono su un camion imprigionati, con loro c'è anche Dovchenko, che viene steso a calci da Jones, Marion e Mutt. Ritornerà ancora in aiuto della Spalko e, durante uno scontro all'ultimo sangue con Indy, viene attaccato da un branco di formiche rosse giganti mangiatrici di uomini e viene mangiato vivo.

### Harold Oxley
Harold Oxley (John Hurt) è un brillante archeologo, collega di Indy, con cui perse i contatti nel 1938 in seguito alla fine della sua relazione con Marion. Vecchio amico di quest'ultima, Harold si prenderà cura di Mutt, diventando una sorta di padre adottivo per lui (ignorando il fatto che il vero padre fosse proprio Indiana Jones). Mente estremamente eccelsa, viene definito un "genio" da Indy, ed è lui a lasciare le indicazioni su come recuperare il Teschio nelle catacombe in Perù. Ottenebrato dal potere psichico del Teschio stesso, per gran parte del film agirà come uno spostato (il suo abbigliamento trasandato ne è la conferma), pronunciando parole apparentemente prive di senso, che la sua mente riceve dall'enorme potere dell'oggetto. Alla fine rinsavisce, e dà la sua benedizione al matrimonio tra Marion e Indy.

## Introdotti inIndiana Jones e il quadrante del destino

### Helena Shaw
Helena Shaw (Phoebe Waller-Bridge) è la figlioccia di Indiana Jones, che ricopre il ruolo di deuteragonista del film. Nata nel 1939 a Oxford, è un'avventuriera affascinante, sfuggente e truffaldina. Figlia di Basil Shaw, nel film dà il via alla storia dopo aver trascinato il suo padrino in un suo problema.

### Teddy Kumar
Teddy (Ethann Isidore) è un'adolescente amico di Helena Shaw. Quando aveva dieci anni, incontrò Shaw e cercò di derubarla a Tangeri, in Marocco. Lo prese sotto la sua ala e gli insegnò a sopravvivere per strada. È un aspirante pilota, assorbendo lezioni di volo da parte di aviatori che hanno visitato l'Hotel L'Atlantique, dove vive.

### Jürgen Voller
Il dottor Jürgen Voller (Mads Mikkelsen) è un astrofisico tedesco e antagonista principale nel film.

### Renaldo
Renaldo (Antonio Banderas) è un vecchio amico di Jones ed esperto subacqueo, descritto da Indiana come "il miglior uomo rana di Spagna".

### Mason
Mason (Shaunette Renée Wilson) è un'agente della CIA.

### Colonnello Weber
Il colonnello Weber (Thomas Kretschmann)

### Basil Shaw
Basil Shaw (Toby Jones) è un collega di Indy, professore di archeologia di Oxford e padre di Helena.

### Klaber
Klaber (Boyd Holbrook) è il braccio destro di Jürgen Voller e l'antagonista secondario del film. Nefasto e dal grilletto facile

## Introdotti nei videogiochi

### Sophia Hapgood
Sophia Hapgood appare per la prima volta in Indiana Jones e il destino di Atlantide (1992); secondo quanto detto nel gioco, Sophia era una ricca ragazzina di Boston che si ribellò alla sua famiglia e che accompagnò successivamente Jones come assistente in una spedizione in Islanda, dove trovò uno strano medaglione che risvegliò i suoi poteri psichici. Diventò poi una medium ed ebbe modo di accompagnare ancora un'altra volta Indiana nel tentativo di fermare i nazisti che cercavano di sfruttare le immense risorse del regno perduto date dall'orichalcum. Sophia, ad un certo punto della storia, venne posseduta dal dio Nur-Ab-Sal che risiedeva nel medaglione, e spettò proprio a Jones salvarla distruggendolo.
Nel gioco successivo, Indiana Jones e la macchina infernale (1999) Hapgood è un'agente della CIA ed assistette Jones nella sua estenuante ricerca della "macchina infernale" babilonese.

### Mei Ying
Compare nel videogioco Indiana Jones e la tomba dell'imperatore ed è inizialmente l'assistente di Kai Ti Chang, un nemico del gioco. In seguito si allea con Indiana Jones spiegandogli di lavorare per il governo cinese e che Kai è intenzionato a possedere il Cuore del Drago. Aiuterà molto Indiana liberandolo e accompagnandolo molte volte. Viene chiusa in una gabbia da Kai per aver tradito quest'ultimo e viene in seguito posseduta dallo spirito di Kong Tien ma Indiana riesce a liberarla e a farla tornare in sé. Viene di nuovo catturata e posseduta da Kai attraverso il Cuore del Drago, ma Indiana riesce a salvarla sconfiggendo Kai. Compare infine alla fine del gioco con Indiana e Wu Han.

### Gennadi Volodnikov
Il Dottor Volodnikov, al servizio dei sovietici, esegue ricerche presso la torre di Babele, la quale ospitava un tempo un potere più distruttivo della bomba atomica americana. Volodnikov è un archeologo, anche se si trova più a proprio agio con il tè e il piroshki rispetto al lavoro sul campo. Appare in Indiana Jones e la macchina infernale.

### Simon Turner
Turner è il capo di Sophia. Era un ufficiale militare che, in Francia, aiutò ad organizzare la resistenza contro i tedeschi durante la seconda guerra mondiale. Quando il Presidente Harry Truman fondò la CIA, Turner fu uno dei primi a entrare a farne parte. Odia i comunisti perché nessuno può diventare ricco nel loro sistema politico. Come Volodnikov, appare anche lui in Indiana Jones e la macchina infernale.